# Кениън Лейк (Калифорния)
Кениън Лейк (на английски: Canyon Lake) е град в окръг Ривърсайд в щата Калифорния, САЩ. Кениън Лейк е с население от 11 161 жители (приблизителна оценка 1 юли 2004), ръст от 12,18% от 2000 г., и обща площ от 12,10 км² (4,70 мили²). Кениън Лейк е един от само петте града изградени като затворени комплекси в Калифорния.